# Вогні на річці
«Вогні на річці» — радянський пригодницький комедійний фільм 1954 року, знятий режисером Віктором Ейсимонтом. Фільм знятий за однойменною повістю відомого радянського письменника Миколи Дубова.

## Сюжет
Звичайний київський школяр Костя приїхав на літні канікули до рідного дядька, який працює у річковому флоті на Дніпрі. Пізніше Костя подружився з місцевими хлопцями, дізнався багато нового про сільське життя, добре відпочив і навіть зміг допомогти дядькові запобігти катастрофі пароплава.

## У ролях
- Валерій Пастух —  Костя
- Ніна Шоріна —  Нюра
- Олександр Копелєв —  Міша «Циганок»
- Федір Северін —  Тимко Тимофєєв, «Арбузятник»
- Олексій Козловський —  Єгорка
- Віталій Доронін —  Юхим Кіндратович, батько Нюри
- Марк Бернес —  старший помічник капітана
- Анна Литвинова —  мама Кості
- Лілія Юдіна —  піонервожата Олена Іванівна
- Микола Горлов —  речник з сестрою Кості на руках
- Георгій Гумільовський —  Іван Кузьмич

## Знімальна група
- Сценарій: Георгій Гребнер
- Текст піонерської пісні: Сергій Михалков
- Постановка: Віктор Ейсимонт
- Оператор: Бенціон Монастирський
- Композитор: Анатолій Лєпін
- Художники: Борис Дуленков, Петро Пашкевич